# Ушаковское сельское поселение (Тюменская область)
Ушаковское се́льское поселе́ние — муниципальное образование в Вагайском районе Тюменской области Российской Федерации.
Административный центр — село Ушаково.

## История
Статус и границы сельского поселения установлены Законом Тюменской области от 5 ноября 2004 года № 263 «Об установлении границ муниципальных образований Тюменской области и наделении их статусом муниципального района, городского округа и сельского поселения».

## Население
| 2010 | 2011 | 2012 | 2013 | 2014 | 2015 | 2016 |
| ---- | ---- | ---- | ---- | ---- | ---- | ---- |
| 484  | ↘483 | ↘475 | ↘455 | ↘444 | ↘430 | ↘422 |
| 2017 | 2018 | 2019 | 2020 | 2021 | 2023 |      |
| ↘407 | ↘396 | ↘380 | ↘340 | ↘316 | ↘299 |      |

## Состав сельского поселения
| № | Населённый пункт | Тип населённого пункта       | Население |
| - | ---------------- | ---------------------------- | --------- |
| 1 | Петровщина       | деревня                      | 84        |
| 2 | Ушаково          | село, административный центр | 400       |